# Morti nel 2006/Novembre
| Questa pagina contiene informazioni ricavate automaticamente dalle voci biografiche con l'ausilio del template Bio e di un bot. L'aggiornamento è periodico e automatico e ricostruisce completamente la pagina. Se manca una persona in questa lista, sei pregato di non aggiungerla, ma accertati piuttosto che la sua voce biografica contenga il template Bio e che i dati anagrafici siano correttamente compilati. Se il template Bio manca, inseriscilo tu stesso o, in alternativa, metti l'avviso {{tmp\|Bio}} che ne segnala la mancanza. Se i dati riportati sono sbagliati, correggi direttamente la voce biografica; le modifiche saranno visibili in questa lista entro pochi giorni. Per chiarimenti vedi il progetto biografie. La lista contiene solo le 151 persone che sono citate nell'enciclopedia e per le quali è stato implementato correttamente il template Bio. Pagina aggiornata al 2 lug 2025. |

- 1º novembre - Osvaldo Abbondanza, ingegnere e partigiano italiano (n. 1921)
- 1º novembre - Bettye Ackerman, attrice statunitense (n. 1924)
- 1º novembre - Giuseppe Avolio, politico italiano (n. 1924)
- 1º novembre - Florence Klotz, costumista statunitense (n. 1928)
- 1º novembre - Henk van Lijnschooten, compositore olandese (n. 1928)
- 1º novembre - Johnny Schofield, calciatore inglese (n. 1931)
- 1º novembre - Adrienne Shelly, attrice, sceneggiatrice e regista statunitense (n. 1966)
- 1º novembre - Frits Smol, pallanuotista olandese (n. 1924)
- 1º novembre - William Styron, scrittore, drammaturgo e critico letterario statunitense (n. 1925)
- 2 novembre - Adrien Douady, matematico francese (n. 1935)
- 2 novembre - Peter Malcolm Holt, orientalista, storico e arabista britannico (n. 1918)
- 2 novembre - Ivan Mozer, allenatore di calcio e calciatore sovietico (n. 1933)
- 2 novembre - Mario Tommaseo, calciatore, allenatore di calcio e cantante lirico italiano (n. 1920)
- 2 novembre - Milly Vitale, attrice italiana (n. 1932)
- 3 novembre - Arturo D'Onofrio, presbitero italiano (n. 1914)
- 3 novembre - Paul Mauriat, musicista, direttore d'orchestra e compositore francese (n. 1925)
- 3 novembre - Sputnik Monroe, wrestler statunitense (n. 1928)
- 3 novembre - Alberto Spencer, calciatore ecuadoriano (n. 1937)
- 4 novembre - Rogelio Durán, cantante spagnolo (n. 1953)
- 4 novembre - Antonio Giagu Demartini, politico italiano (n. 1925)
- 4 novembre - Gerhard Ludwig Goebel, vescovo cattolico tedesco (n. 1933)
- 4 novembre - Sergi López Segú, calciatore spagnolo (n. 1967)
- 4 novembre - Nelson S. Bond, scrittore, autore di fantascienza e sceneggiatore statunitense (n. 1908)
- 5 novembre - Bülent Ecevit, politico, saggista e poeta turco (n. 1925)
- 5 novembre - Óscar González, pilota automobilistico uruguaiano (n. 1923)
- 5 novembre - André Grosjean, pallanuotista svizzero (n. 1921)
- 5 novembre - Pietro Rava, calciatore e allenatore di calcio italiano (n. 1916)
- 5 novembre - Hamilton Richardson, tennista statunitense (n. 1933)
- 5 novembre - Francis Schuckardt, vescovo statunitense (n. 1937)
- 5 novembre - Aleksej Voropaev, ginnasta russo (n. 1973)
- 5 novembre - Vojtech Zachar, calciatore cecoslovacco (n. 1922)
- 6 novembre - Gelsomino D'Ambrosio, designer italiano (n. 1948)
- 6 novembre - Francisco Fernández Ochoa, sciatore alpino spagnolo (n. 1950)
- 6 novembre - Federico López, cestista portoricano (n. 1962)
- 6 novembre - Ivan Marković, allenatore di calcio croato (n. 1928)
- 7 novembre - Agata Alma Cappiello, politica italiana (n. 1948)
- 7 novembre - André Deprit, fisico belga (n. 1926)
- 7 novembre - Jean-Jacques Servan-Schreiber, politico, giornalista e scrittore francese (n. 1924)
- 7 novembre - Benjamin Zulu, calciatore e giocatore di calcio a 5 zimbabwese (n. 1968)
- 8 novembre - Roy Bish, rugbista a 15 e allenatore di rugby a 15 gallese (n. 1929)
- 8 novembre - Ljudmila Meščerjakova, pallavolista sovietica (n. 1938)
- 8 novembre - Basil Poledouris, compositore statunitense (n. 1945)
- 8 novembre - Annette Rogers, velocista e altista statunitense (n. 1913)
- 8 novembre - Sergej Smirnov, pesista russo (n. 1960)
- 9 novembre - Ed Bradley, giornalista statunitense (n. 1941)
- 9 novembre - Pasquale Culotta, architetto italiano (n. 1939)
- 9 novembre - Marian Marsh, attrice statunitense (n. 1913)
- 9 novembre - Michail Semënov, cestista sovietico (n. 1933)
- 9 novembre - Ellen Willis, saggista, critica musicale e giornalista statunitense (n. 1941)
- 9 novembre - Markus Wolf, agente segreto tedesco-orientale (n. 1923)
- 10 novembre - Anicée Alvina, attrice francese (n. 1953)
- 10 novembre - Gerald Levert, cantautore e produttore discografico statunitense (n. 1966)
- 10 novembre - Jack Palance, attore statunitense (n. 1919)
- 10 novembre - Nadarajah Raviraj, politico e avvocato cingalese (n. 1962)
- 10 novembre - Igor' Dmitrievič Sergeev, generale russo (n. 1938)
- 10 novembre - Jack Williamson, scrittore e autore di fantascienza statunitense (n. 1908)
- 11 novembre - Belinda Emmett, attrice e cantante australiana (n. 1974)
- 11 novembre - Esther Lederberg, microbiologa statunitense (n. 1922)
- 11 novembre - Alex Moroder, attivista italiano (n. 1923)
- 11 novembre - Ronnie Stevens, attore inglese (n. 1925)
- 12 novembre - Custódio Alvim Pereira, arcivescovo cattolico portoghese (n. 1915)
- 12 novembre - Joe Cooke, cestista statunitense (n. 1948)
- 12 novembre - Alphonse Halimi, pugile francese (n. 1932)
- 12 novembre - René Libeer, pugile francese (n. 1934)
- 12 novembre - Mario Merola, cantante e attore cinematografico italiano (n. 1934)
- 12 novembre - Adam Schaff, filosofo polacco (n. 1913)
- 12 novembre - Fernando Caiado, allenatore di calcio e calciatore portoghese (n. 1925)
- 13 novembre - Tiger Conway, wrestler statunitense (n. 1932)
- 13 novembre - Dino Faragona, politico e ingegnere italiano (n. 1912)
- 13 novembre - Alfred Haberl, politico austriaco (n. 1921)
- 13 novembre - Igor Novák, calciatore cecoslovacco (n. 1948)
- 14 novembre - Rodolfo Bellini, pilota automobilistico italiano (n. 1939)
- 14 novembre - Gustave Choquet, matematico francese (n. 1915)
- 14 novembre - Horst Franke, calciatore tedesco orientale (n. 1929)
- 14 novembre - John Hallam, attore britannico (n. 1941)
- 14 novembre - Ferdinand Marschall, arbitro di calcio austriaco (n. 1924)
- 15 novembre - Jacques Freimuller, cestista francese (n. 1929)
- 15 novembre - Ken Ishikawa, fumettista, scrittore e sceneggiatore giapponese (n. 1948)
- 15 novembre - David K. Wyatt, storico, traduttore e scrittore statunitense (n. 1937)
- 16 novembre - Ernest Day, direttore della fotografia e regista inglese (n. 1927)
- 16 novembre - Milton Friedman, economista statunitense (n. 1912)
- 16 novembre - Eustace Lycett, effettista statunitense (n. 1914)
- 16 novembre - Evdokija Rjabuškina, cestista sovietica (n. 1913)
- 16 novembre - Flo Sandon's, cantante italiana (n. 1924)
- 17 novembre - Lorenzo Bedeschi, presbitero, partigiano e storico italiano (n. 1915)
- 17 novembre - Ruth Brown, cantante e attrice statunitense (n. 1928)
- 17 novembre - Antonio Gridelli, calciatore e allenatore di calcio italiano (n. 1936)
- 17 novembre - Rubén Martinez, pugile spagnolo (n. 1938)
- 17 novembre - Ferenc Puskás, calciatore e allenatore di calcio ungherese (n. 1927)
- 17 novembre - Sulejman Rebac, calciatore e allenatore di calcio jugoslavo (n. 1929)
- 17 novembre - Uberto Revelli, partigiano italiano (n. 1922)
- 18 novembre - Mario Ciusa Romagna, educatore, saggista e politico italiano (n. 1909)
- 18 novembre - Wolf Leslau, linguista polacco (n. 1906)
- 19 novembre - Francis Girod, regista e sceneggiatore francese (n. 1944)
- 19 novembre - Viktor Sergeev, regista sovietico (n. 1938)
- 19 novembre - Jeremy Slate, attore statunitense (n. 1926)
- 20 novembre - Robert Altman, regista e sceneggiatore statunitense (n. 1925)
- 20 novembre - Zoia Ceaușescu, matematica rumena (n. 1949)
- 20 novembre - Andrei Colompar, pianista e compositore romeno (n. 1939)
- 20 novembre - Paul Vincent Dudley, vescovo cattolico statunitense (n. 1926)
- 20 novembre - Kevin McClory, sceneggiatore, produttore cinematografico e regista irlandese (n. 1926)
- 21 novembre - Hassan Gouled Aptidon, politico gibutiano (n. 1916)
- 21 novembre - Enzo Berlanda, politico italiano (n. 1927)
- 21 novembre - Pierre Amine Gemayel, politico libanese (n. 1972)
- 21 novembre - Robert Lockwood Jr., chitarrista e cantante statunitense (n. 1915)
- 21 novembre - Antonio Salvadori, baritono italiano (n. 1949)
- 21 novembre - Gian Pietro Tagliaferri, calciatore e allenatore di calcio italiano (n. 1959)
- 21 novembre - Bruna Talluri, partigiana, politica e saggista italiana (n. 1923)
- 21 novembre - Romano Viviani, architetto italiano (n. 1927)
- 22 novembre - John Allan Cameron, cantante canadese (n. 1938)
- 22 novembre - Asima Chatterjee, chimica indiana (n. 1917)
- 22 novembre - Yvonne Severn, attrice statunitense (n. 1927)
- 22 novembre - Adalberto Vallega, geografo italiano (n. 1934)
- 23 novembre - Jesús Blancornelas, scrittore e giornalista messicano (n. 1936)
- 23 novembre - Betty Comden, attrice teatrale, sceneggiatrice e commediografa statunitense (n. 1917)
- 23 novembre - Paul Géroudet, ornitologo e naturalista svizzero (n. 1917)
- 23 novembre - Ștefan Haukler, schermidore rumeno (n. 1942)
- 23 novembre - Aleksandr Val'terovič Litvinenko, agente segreto russo (n. 1962)
- 23 novembre - Nory Morgan, cantante e attrice teatrale italiana (n. 1921)
- 23 novembre - Philippe Noiret, attore francese (n. 1930)
- 23 novembre - Anita O'Day, cantante statunitense (n. 1919)
- 23 novembre - Willie Pep, pugile statunitense (n. 1922)
- 24 novembre - William Diehl, scrittore statunitense (n. 1924)
- 24 novembre - Fritz Schwab, marciatore svizzero (n. 1919)
- 25 novembre - Luciano Bottaro, fumettista italiano (n. 1931)
- 25 novembre - Leo Chiosso, autore televisivo e drammaturgo italiano (n. 1920)
- 25 novembre - Gianluca Lerici, fumettista e artista italiano (n. 1963)
- 25 novembre - Kenneth Taylor, generale statunitense (n. 1919)
- 26 novembre - Dave Cockrum, fumettista statunitense (n. 1943)
- 26 novembre - Aldo De Vidal, pittore italiano (n. 1912)
- 26 novembre - Isaac Gálvez, ciclista su strada e pistard spagnolo (n. 1975)
- 26 novembre - Giorgio Panto, imprenditore e politico italiano (n. 1941)
- 26 novembre - Gisèle Préville, modella e attrice francese (n. 1918)
- 26 novembre - Javier de la Torre, allenatore di calcio e calciatore messicano (n. 1923)
- 27 novembre - Bertil Antonsson, lottatore svedese (n. 1921)
- 28 novembre - Arioldo Arioldi, partigiano italiano (n. 1924)
- 28 novembre - Enrico Catuzzi, allenatore di calcio e calciatore italiano (n. 1946)
- 28 novembre - Stelio Fiorenza, regista teatrale, regista cinematografico e sceneggiatore italiano (n. 1945)
- 28 novembre - Max Merkel, allenatore di calcio e calciatore austriaco (n. 1918)
- 28 novembre - Saverio Monteleone, politico italiano (n. 1930)
- 28 novembre - Bernard Orchard, biblista inglese (n. 1910)
- 28 novembre - Ljubov' Poliščuk, attrice russa (n. 1949)
- 28 novembre - Franco Rossi, violoncellista italiano (n. 1921)
- 28 novembre - Primo Volpi, ciclista su strada italiano (n. 1916)
- 29 novembre - Gary Alcorn, cestista statunitense (n. 1936)
- 29 novembre - Allen Carr, saggista britannico (n. 1934)
- 29 novembre - Leonard Freed, fotoreporter statunitense (n. 1929)
- 29 novembre - Akio Jissōji, regista e sceneggiatore giapponese (n. 1937)
- 29 novembre - Krystyna Radzikowska, scacchista polacca (n. 1931)
- 29 novembre - Teodoro Zanini, calciatore e allenatore di calcio italiano (n. 1923)
- 30 novembre - Shirley Walker, compositrice e direttrice d'orchestra statunitense (n. 1945)